# Ceres (Południowa Afryka)
Ceres – miasto w Republice Południowej Afryki, w Prowincji Przylądkowej Zachodniej, w dystrykcie Cape Winelands.
Nazwa miasta pochodzi od rzymskiej bogini Ceres. Położone jest ok. 170 km na północny wschód od Kapsztadu.